# Muçu
Muçu è un comune dell'Azerbaigian situato nel distretto di Quba. Conta una popolazione di 437 abitanti.